# Кочино (Новгородская область)
Кочино — деревня в Батецком районе Новгородской области России. Входит в состав Батецкого сельского поселения.

## География
Деревня находится в северо-западной части Новгородской области, в зоне хвойно-широколиственных лесов, к югу от реки Городоньки, при автодороге 49Н-0119, на расстоянии примерно 4 километров (по прямой) к северо-северо-западу (NNW) от посёлка Батецкого, административного центра района. Абсолютная высота — 67 метров над уровнем моря.

### Часовой пояс
Деревня Кочино, как и вся Новгородская область, находится в часовой зоне МСК (московское время). Смещение применяемого времени относительно UTC составляет +3:00.

## Население
| 1862 | 2010 |
| ---- | ---- |
| 90   | ↘15  |

Половой состав
По данным Всероссийской переписи населения 2010 года в гендерной структуре населения мужчины составляли 46,7 %, женщины — соответственно 53,3 %.

Согласно результатам переписи 2002 года, в национальной структуре населения русские составляли 100 % из 23 чел.